# Hot Mix 5
Les Hot Mix 5 étaient un groupe informel de cinq DJ américains de Chicago : Farley « Jackmaster » Funk, Mickey « Mixin » Oliver, Scott « Smokin » Silz, Ralphi Rosario et Kenny « Jammin » Jason.
Associés en 1981, les Hot Mix 5 officiaient en tant que DJ résidents sur WBMX, radio de Chicago aujourd'hui défunte. Leur programme, intitulé Hot Mix Dance Party, intervenait dans l'émission musicale Saturday Night Live Ain't No Jive de Armando Rivera. Ils furent le fer de lance de la scène house naissante.
Hot Mix 5 devint en 1986 un label.